# Agostinho Luís da Gama
Agostinho Luís da Gama (? — 1880) foi um político brasileiro.
Agostinho Luís da Gama era natural do Mato Grosso e bacharel em Direito pela Academia de Direito de São Paulo em 1848. Exerceu os cargos de juiz municipal suplente em São Paulo (1848), juiz de direito em Campinas (1849), chefe de Polícia em Pernambuco (1850), na Bahia (1858-1860) e na Corte (1861-1863), além de presidente da província de Alagoas, de abril a outubro de 1859. Nomeado juiz de direito da Vara Especial de Órfãos da Corte, em 1860, exerceu este cargo por 13 anos, sendo em 1873 nomeado desembargador da Relação.
Foi presidente da província de Alagoas, nomeado por carta imperial de 16 de fevereiro de 1859, de 16 de abril a 18 de agosto de 1859.